# Dryopomera thailandica
Dryopomera thailandica es una especie de coleóptero de la familia Oedemeridae.

## Distribución geográfica
Habita en Tailandia.